# Ascano
Ascano (em grego: 'Ασκάν(ος); m. 19 de abril de 531) foi um oficial bizantino de origem huna ativo durante o reinado do imperador Justiniano (r. 527–565). É mencionado pela primeira vez em junho de 530, na Batalha de Dara, onde comandou, ao lado de Símas, 600 cavaleiros subordinados a Belisário. Em 531, novamente serviu sob Belisário e foi morto durante a Batalha de Calínico de 19 de abril.

## Etimologia
A etimologia de seu nome é incerta. Propôs-se que possa ter origem iraniana, derivando de Aškan ("Ascano"), o ancestral dos reis partas. Também foi sugerido que possui uma origem turcomana e que sua forma reconstruída seria *as-qan, "o cã dos as (az)", porém é incerto se um cã comandaria uma unidade tão pequena do exército e quem são os "as". Comumente tem se admitido que os assam, uma pequena tribo encontrada por viajantes russos próximo de Crasnoiarsque, foram descendentes deste povo, que aparece nas inscrições de Orcom.